# Армандо Нануци
Армандо Нануци (на италиански: Armando Nannuzzi) е италиански кинооператор. 

## Биография
Роден е в Рим.

### Кариера
Дебютира в италианското кино през 1950-те години, сътрудничи с режисьори като Франко Роси, Алесандро Блазети, Луиджи Коменчини, Антонио Пиетранджели, Алберто Латуада, Марио Моничели, Виторио Де Сика, Лукино Висконти, Пиер Паоло Пазолини, Мауро Болонини през годините.
Работи за кратко в Съединените щати в средата на 1980-те години, като през този период той си сътрудничи с романиста на ужасите Стивън Кинг по „Максимално ускорение“, режисьорски дебют на Кинг. На 31 юли 1985 г. по време на снимките в предградие на Уилмингтън, Северна Каролина става инцидент - радиоуправляемата косачка, използвана в сцената, излиза извън контрол и ударя дървения блок, използван като опора за камерата, изхвърчалите дървени трески, удрят Нануци. В резултат Нануци загубва дясното си око. След инцидента Нануци съди Стивън Кинг и още 17 души на 18 февруари 1987 г. за 18 милиона долара обезщетение поради опасни работни практики. Искът е разрешен извън съда.

### Смърт
Нануци умира на 14 май 2001 г. на 75 години в Остия, Италия, въпреки че някои източници твърдят, че е починал през април 2001 г.

## Избрана филмография
| година | филм                             | оригинално заглавие     | режисьор            |
| ------ | -------------------------------- | ----------------------- | ------------------- |
| 1959   | Бурна нощ                        | La notte brava          | Мауро Болонини      |
| 1962   | Мафиозо                          | Mafioso                 | Алберто Латуада     |
| 1962   | Бокачо '70                       | Boccaccio '70           | Марио Моничели      |
| 1959   | Бледите звезди на Голямата мечка | Vaghe stelle dell'Orsa  | Лукино Висконти     |
| 1969   | Кочина                           | Porcile                 | Пиер Паоло Пазолини |
| 1969   | Залезът на боговете              | La caduta degli dei     | Лукино Висконти     |
| 1976   | Няколко странни случая           | Quelle strane occasioni | Луиджи Мани         |